# Padegan-e Malek Asztar
Padegan-e Malek-e Asztar (pers. پادگان مالك اشتر) – miejscowość będąca osiedlem wojskowym leżąca w Iranie, w ostanie Markazi. W 2006 roku miejscowość liczyła 231 mieszkańców w 64 rodzinach.